# Hippeophyllum
Hippeophyllum là một chi thực vật có hoa trong họ, Orchidaceae.